# جانی تاینفوسووان
جانی تاینفوسووان (تایلندی: เจนี่ เทียนโพธิ์สุวรรณ์؛ زادۀ ۱۱ سپتامبر ۱۹۸۱) بازیگر و مدل تایلندی است که در آمریکا به دنیا آمد. او مدرک کارشناسی خود را در رشته هنرهای ارتباطات از دانشگاه بانکوک دریافت کرد. بعد از متارکه والدینش، به همراه مادر و یکی دیگر از فرزندان به تایلند برگشت. او سپس مسیر حرفه ای خود را  با حضور در یک موزیک ویدیو آغاز کرد. در ادامه او به سرعت با بازیگری در سریال تلویزیونی درام تایلندی در کنار اندرو گرگسون (Andrew Gregson) معروف شد و به سرعت پیشرفت کرد.